# George F. Edmunds
George F. Edmunds (Richmond, 1828. február 1. – Pasadena, 1919. február 27.) az Amerikai Egyesült Államok szenátora (Vermont, 1866–1891).